# Xylopia egleriana
Xylopia egleriana é uma espécie de magnólia. Foi descrita pela primeira vez por Leandro Aristeguieta e Paulus Johannes Maria Maas .  Xylopia egleriana pertence ao gênero Xylopia, e à família Annonaceae.